# Пегава кукумавка
Пегава кукумавка (лат. Athene brama) мала је сова из породице правих сова, која живи и гнезди се у тропској Азији, од Индије до Југоисточне Азије. Чест је становник отворених станишта, укључујући пољопривредно земљиште и људска насеља, тако да се често може видети и у градовима. Гнезди се у групама, у малим шупљинама у дрвећу, пећинама или зградама, у којима полаже 3-5 јаја. Врста не живи на Шри Ланки, иако су нађени бројни примерци у Рамсвараму, најјужнијем граду у Индији, као и у близини превлаке између Индије и Шри Ланке. Гнежђење поред људских насеља показује већи успех у узгоју због повећане расположивости глодара за исхрану младих. Врста је веома слична кукумавки и показује велику разноврсност, па се јављају различите варијације у величини и форми.

## Опис
Пегава кукумавка је мала и здепаста птица, свега 21 центиметар висока. Горњи део тела је сиво-браон боје са једва приметним белим шарама. Фацијални диск је блеђе боје, док су јој очи жуте. Обрве, као и део око врата, беле су боје. Када је реч о изгледу, код ове птице се не јавља полни диморфизам. Лет је веома нестабилан и валовит. Главна подврста је тамнија од осталих које живе у сувљим срединама.

## Систематика
Ранији истраживачи су ову врсту сматрали подврстом кукумавке. Оне су данас раздвојене у две врсте, али се сматра да заједно формирају комплекс суперврсте. Описано је пар подврста пегаве кукумавке и данас је прихваћено четири до пет званичних подврста (A. b. poikila није призаната за подврсту и односи се на гаћасту кукумавку; A. b. fryi из јужне Индије описана од стране Стјуарта Бејкера, као и подврста A. b. mayri коју је описао Даинган, а која живи на северу Тајланда, обично се званично не признају као подврсте пегаве кукумавке). Пет широко распрострањених и признатих подврста су A. b. albida (Валтер Келц, 1950), која живи на западу Азије - у Ирану и Пакистану; A. b. indica (Џејмс Френклин, 1831) из северне Индије; A. b. brama (Теминк, 1821), која живи на југу Индије и тамнија је од претходне подврсте; A. b. ultra (Рипли, 1948) - не признаје се увек, а живи на североистоку Индије има више белих шара на перју и много пискавији глас и подврста A. b. pulchra (Хјум, 1873), која живи у југоисточној Азији од Мјанмара и Тајланда па до Камбоџе и Вијетнама. Северне и јужне потпопулације у Индији се мешају и ту не постоји нека прецизна граница ареала. Северне популације подврсте indica имају смеђкаст горњи део тела. Величина птице опада од севера према југу.

## Понашање
Ова кукумавка је ноћна птица, мада се понекад може видети и дању. Када је узнемирена током њеног дневног одмарања, она љуља своју главу и зури у узнемиравача. Често се може уочити само на основу тога што велики број јединки, понекад и читав парламент, живи на једном дрвету. Лови разне врсте инсеката и кичмењака. Врсте које живе у Пакистану се углавном хране искључиво инсектима. У сушном региону Џодпур, евидентирано је да се ова птица храни највише глодарима (и то онима из рода Mus, док избегавају глодаре попут оних из рода Tatera и то пре сезоне парења. Слепи мишеви, жабе и мале змије такође могу да буду на њиховом менију, а забележени су и случајеви да се ова птица хранила скорпијама и мекушцима.
Сезона парења траје од новембра до априла. Удварање се састоји од међусобног трљања кљунова, грљења и ритуалног храњења. Женка може да дозива мужјака, да љуља главу и спушта реп током дозивања. Друштвена организација породичних група није сасвим јасна и више мушкараца се може парити са женком, а женке могу покушати и псеудокопулацију, вероватно као неку врсту понашања замењивања. Гнезде се у шупљинама и често се такмиче са осталим птицама за место за гнежђење. Такође могу да се гнезде и у шупљинама у вертикалним насипима. Гнездо може бити обложено листовима и перјем или могу користити обложено гнездо старих станара. Углавном полажу три или четири бела округла јаја. Једно јаје је просечно 30,9 милиметара дугачко, 26,3 милиметара широко, а тешко 11,6 грама. Инкубација почиње одмах након првог излегнутог јајета, па се због тога јављају и разлике у величини младунаца. Млади се у почетку хране инсектима, као што су бубашвабе, а касније једу и мале сисаре попут мишева. Младунци добијају на тежини у почетку, међутим, када крену да добијају перје, они олакшају. Само један или два младунца могу да напусте гнездо, и то након 20 до 28 дана.
Мозак ове птице садржи епифизу, део за који се сматрало да сове не поседују. Пегава кукумавка показује разлике у количини мелатонина током дана и ноћи. Висок ниво мелатонина је повезан са сном, док је низак ниво повезан са стањем високе будности и активности ловљења. Младунци ових сова показују незнатно нижу концентрацију мелатонина ноћу која се мало повећава у раним поподневним сатима. Друге сове, попут кукувије, такође показују ову малу варијацију у количини мелатонина. Утврђено је да су сезонске промене жлездане активности повезане са факторима средине, као што су температура и влажност ваздуха.

## У култури
Ова птица, веома позната људима, посебно својим гласним дозивањем, често се повезује са лошим догађајима. Латинско име птице brama потиче од француског имена Chouette brame, чиме се индиректно упућује на индијско станиште ове сове, одавањем почасти Брахми, једном од врховних богова Индуса. У индијској митологији сова је тзв. “вахан” (вид транспорта) Лакшми, богиње богатства.

## Галерија
- Пегава кукумавка у својој рупи
- Удварање мужјака и женке
- Пегаве кукумавке на грани
- Пегава кукумавка се купа на киши
- Пегаве кукумавке на шупљем дрвету
- Пегаве кукумавке вире из рупе у дврвету
- Пегава кукумавка током дана
- Пегава кукумавка дотерује своје перје
- Светлија подврста пегаве кукумавке